# 街區來的珍妮
街區來的珍妮是由美國歌手珍妮佛·羅培茲聯合饒舌歌手賈達基斯和風格P先生演唱的歌曲。
雖然一些評論家稱讚這首歌和主題，但其他人則認為歌詞「愚蠢」和「可笑」。儘管如此，這首歌還是取得了商業上的成功，在加拿大排行榜上名列前茅，在美國《告示牌》百强单曲榜上排名第三，並在幾個主要音樂市場的前十名中名列榜首。這首歌的MV也引起了爭議。它以洛佩茲和她當時的男友本·阿弗萊克為主角，後來他將這段影片歸功於狗仔隊的幾個不雅場景，幾乎「毀了他的職業生涯」。這首歌在流行文化中被引用，自發行以來，羅培茲在媒體上被稱為「街區來的珍妮」。

## 外部連結
- Moss, Corey. . MTV.com. 2002-11-21  [2012-05-05]. （原始内容存档于2013-10-30）.